# Episodi di Summerland (prima stagione)
La prima stagione della serie televisiva Summerland è andata in onda negli Stati Uniti dal 1º giugno 2004 al 17 agosto 2004 sul canale The WB.
In Italia è andata in onda su Italia 1 dal 1º agosto 2005 al 17 agosto 2005.
| nº | Titolo originale                    | Titolo italiano       | Prima TV USA   | Prima TV Italia |
| -- | ----------------------------------- | --------------------- | -------------- | --------------- |
| 1  | Pilot                               | Tutti in California   | 1º giugno 2004 | 1º agosto 2005  |
| 2  | And So the Day Begins (2)           | La cotta              | 1º giugno 2004 | 2 agosto 2005   |
| 3  | Fireworks                           | Bugie innocenti       | 8 giugno 2004  | 3 agosto 2005   |
| 4  | Into My Life                        | Nuovi amori           | 15 giugno 2004 | 4 agosto 2005   |
| 5  | The Grass Is Greener Than You Think | Rivelazioni           | 22 giugno 2004 | 5 agosto 2005   |
| 6  | Big Waves                           | Vecchi tempi          | 29 giugno 2004 | 8 agosto 2005   |
| 7  | To Thine Self Be True               | La prima volta        | 6 luglio 2004  | 9 agosto 2005   |
| 8  | Secrets                             | Chiarimenti           | 13 luglio 2004 | 10 agosto 2005  |
| 9  | Skipping School                     | La mamma di Erika     | 20 luglio 2004 | 11 agosto 2005  |
| 10 | Kicking and Screaming               | La sfilata            | 27 luglio 2004 | 12 agosto 2005  |
| 11 | Life in a Fishbowl                  | Sensi di colpa        | 3 agosto 2004  | 15 agosto 2005  |
| 12 | Yummy Mummy                         | Dichiarazione d'amore | 10 agosto 2004 | 16 agosto 2005  |
| 13 | On the Last Night of Summer         | Tra due fuochi        | 17 agosto 2004 | 17 agosto 2005  |

## Tutti in California
- Titolo originale: Pilot
- Diretto da: Ian Toynton
- Scritto da: Stephen Tolkin

### Trama
Ava Gregory vive in California con Susannah, sua migliore amica e collega, Johnny, suo amico ed ex-fidanzato, e il surfista Jay. Le due donne sono nel campo della moda e tentano di sfondare proponendo i loro abiti a persone spesso altolocate. Mentre sono in spiaggia Ava riceve una telefonata dal Kansas: sua sorella e suo marito sono rimasti vittime di un incidente mentre aiutavano dei concittadini durante la piena di un fiume. La tragedia coglie anche i tre figli dei coniugi: Bradin, un ragazzo di sedici anni, Nikki di dodici e il piccolo Derrik di otto. Fra la sorpresa di tutti, Ava scopre che nel testamento della sorella c'è scritto chiaramente che i tre sono affidati a lei. Ava decide così di portare i nipoti in California e di farli vivere con lei e i suoi amici. Ognuno reagisce in modo diverso: Bradin è molto triste e non riesce a capacitarsene, ma grazie a Jay scopre il surf e gli torna il sorriso; Derrik si ricorda che manca poco al compleanno della madre morta e vorrebbe mandarle un regalo in Paradiso; Nikki, invece, cerca di sostituirsi al genitore cucinando e prendendosi cura dei suoi fratelli. Ava è preoccupata e non sa come comportarsi, anche perché ogni cosa che cerca di proporre ai ragazzi fallisce miseramente. Infine tenta di far capire a Nikki che sta sbagliando sostituendosi a sua madre e la ragazzina si chiude in camera alzando il volume dello stereo al massimo in piena notte. Tutti si svegliano e cercano di far uscire Nikki, ma non c'è niente da fare. Quando ormai le urla con cui ciascuno si sforza di superare il frastuono provocato dalla ragazzina e le grida degli altri si sono trasformate in un putiferio generale, Ava esce in giardino e stacca la corrente in tutta la casa. Così finisce l'episodio pilota di Summerland.

## La cotta
- Titolo originale: And So the Day Begins
- Diretto da: Ian Toynton
- Scritto da: Stephen Tolkin

### Trama
Nikki è ancora arrabbiata con Ava e non vuole uscire dalla sua stanza. Derrik vorrebbe raggiungere i suoi genitori in Paradiso e per farlo si affida al consiglio di un suo nuovo amico, il quale sostiene che per morire bisogna salire su uno scoglio e aspettare che l'alta marea ti porti via. Intanto Bradin si è preso una cotta per Erika, la sua istruttrice di surf, che ora sta con Jay. Quest'ultimo non considera la loro relazione importante ed Erika ne è dispiaciuta. Quando Bradin li vede insieme, si arrabbia e inizia a bere. Proprio quella sera, ormai ubriaco, visto Jay, inizia a picchiarlo. Derrik scappa dalla sorveglianza di Johnny per andare su uno scoglio e raggiungere i suoi genitori. Ava, Johnny e Susannah iniziano a cercarlo e lo trovano appena in tempo. Bradin si risveglia con una brutta sbornia, che riesce a superare con un intruglio datogli da Jay; quando torna alle lezioni di surf, scopre che Erika ha lasciato Jay. I due fratelli sembrano aver trovato di nuovo la felicità, al contrario di Nikki che invece è nuovamente arrabbiata con Ava perché la zia, dovendo andare a un'importante riunione, vuole portare Nikki e Derrik con lei. La ragazzina non è d'accordo e si chiude nuovamente in camera sua. Proprio quando Ava sta per cedere dandogliela vinta e chiedendole scusa, Nikki scende in cucina e si scusa con Susannah, con cui aveva litigato. Ava, Johnny, Susannah e Jay, che avevano precedentemente richiesto di cambiare abitazione, capiscono che possono convivere felicemente passando il tempo insieme.

## Bugie innocenti
- Titolo originale: Fireworks
- Diretto da: Harry Winer
- Scritto da: Jon Cowan e Robert L. Rovner

### Trama
Ava, Susannah, Jay, Johnny e Bradin stanno facendo una partita di pallavolo sulla spiaggia con degli amici. Nel frattempo Nikki ha cominciato il campeggio e ha conosciuto un nuovo amico, Cameron; questi la invita ad andare ad una festa che si terrà di lì a poco in spiaggia. Prima di cenare Ava e il padre di Cameron, Kyle, si scambiano dei baci, ma vengono interrotti dall'arrivo dei ragazzi. Il giorno seguente l'argomento di discussione è se Ava farebbe bene a uscire con Kyle, che però è il padre dell'unico amico di Nikki; Susannah ritiene giusto che finalmente anche lei si diverta un po', invece Johnny non è affatto d'accordo... Intanto Nikki e Cameron stanno pescando e lui le dice che la festa sarà un mortorio così le fa un'altra proposta, ovvero di andare a casa sua da dove si vedono dei bellissimi fuochi d'artificio. La sera, a cena, Ava propone di andare tutti quanti alla festa e Nikki ne approfitta per dirle che lei ci vorrebbe andare con un'amica e altri tizi; Ava allora le chiede chi li accompagnerà e Nikki, spiazzata, si arrabbia con lei e si va a chiudere in camera, anche se poi va lo stesso all'appuntamento con Cameron di nascosto. Ava è molto indecisa se dare una possibilità a Kyle oppure no; però alla fine decide di andare con lui alla festa e quando Kyle la porta a casa sua per stare più "tranquilli", i due scoprono Nikki e Cameron che si stanno per baciare abbracciati sotto una coperta in terrazza. Contemporaneamente Bradin si prende molte botte per aver cercato di difendere Erika, la quale aveva un problema con il ragazzo con cui stava, ma per fortuna interviene anche Jay a favore di Bradin, che però se la prende con lui per averlo aiutato. Alla fine Ava decide di chiudere con Kyle. Nikki e Cameron vengono messi in punizione per quello che hanno fatto, ma Nikki riesce lo stesso ad andare da Cameron e dargli finalmente quel bacio tanto atteso. Derrik e Bradin che avevano litigato come matti riescono alla fine a riconciliarsi rendendo felice anche Johnny.

## Nuovi amori
- Titolo originale: Into My Life
- Diretto da: Matt Shakman
- Scritto da: Katie Botel

### Trama
Nikki e Cameron non sono più in punizione, così Nikki invita Cameron ad aiutarla nel dipingere la sua stanza; la cosa turba molto Ava che controlla i ragazzi ogni due minuti. Johnny si è proposto di allenare Derrik nella battuta, anche se per lavoro non ne avrà nemmeno il tempo. Bradin, arrabbiato per il fatto che Jay ed Erika si sono rimessi insieme, si fa male surfando e incontra una ragazza, Sarah, che gli dà una mano e lo invita a casa sua. Derrik, depresso per il fatto che il coach non lo fa mai entrare, incontra Cameron che decide di aiutarlo a imparare a battere e rimane a casa di Nikki a sua insaputa. Nel frattempo Sarah offre a Bradin uno spinello e lui accetta per farsi vedere forte. Nikki e Cameron cenano insieme e si scambiano un altro bacio. Il giorno dopo Derrik ha una partita e Ava invita anche Cameron a venire, scombinando i piani di Nikki che voleva andare al cinema con il suo "ragazzo". Alla partita Johnny non si fa vedere per motivi di lavoro e Ava e Derrik ne rimangono molto dispiaciuti, tant'è vero che Derrik fa tre stricke e viene eliminato subito. Ava trova lo spinello nella borsa di Bradin e discute con lui. Ancora una volta i piani di Nikki vengono rovinati perché Cameron vuole allenare Derrik, così la ragazza si arrabbia e dice a Cameron che vorrebbe ridipingere la camera. Johnny è molto impegnato nel lavoro perché sta concorrendo con una collega per la vendita di più case in un'area precisa. Il rapporto fra Bradin e Sarah continua e i due escono e si divertono molto insieme. Ava rimprovera Johnny perché è sempre assente e non ha mantenuto la promessa di allenare Derrik. Johnny, sentendosi colpevole della depressione di Derrik, cede la promozione alla collega e obbliga Derrik ad andare alla partita. Dopo una lunga chiacchierata con Ava, Nikki decide di far pace con Cameron e lo invita alla partita del fratello. Tutto si conclude per il meglio e Derrik vince la partita.

## Rivelazioni
- Titolo originale: The Grass Is Greener Than You Think
- Diretto da: Peter O'Fallon
- Scritto da: Denitria Harris-Lawrence

### Trama
Si avvicina il Founder's day e iniziano i preparativi. Due vecchi amici di Ava e Johnny (Brian e Tresy) fanno loro una sorpresa presentandosi all'improvviso dopo aver detto che non sarebbero andati alla festa. Al Founder's day Brian bacia Ava e Tresy vede tutto. Ava, Johnny, Brian e Tresy parlano e Tresy rivela che mentre Ava e Johnny stavano insieme Tresy si vedeva con Johnny tradendo quindi Brian. Ava ci rimane molto male nonostante ormai lei e Johnny non stanno più insieme ma alla fine riescono a chiarire. Intanto torna in città Amber, un'"amica" di Cameron che si presenta al Founder's Day senza essere stata invitata con due sue amiche. Nikki vedendo il modo in cui Amber fa colpo su Cameron con i suoi vestiti va a cambiarsi, indossa una maglietta scollata e la rompe e una minigonna, inoltre si trucca. Amber e Nikki finiscono per litigare arrivando addirittura alle mani, ma vengono interrotte da Ava, Johnny, Bradin, Susanna, Jay e Erica. Ava fa promettere a Nikki di non vestirsi e truccarsi in quel modo almeno per un paio di anni. La serata finisce con Nikki e Cameron(che si riappacificano), Erica e Jay, Johnny e Ava, Susanna e Derric che ballano!

## Vecchi tempi
- Titolo originale: Big Waves
- Diretto da: David Petrarca
- Scritto da: Craig Machen

## La prima volta
- Titolo originale: To Thine Self Be True
- Diretto da: Timothy Busfield
- Scritto da: Gay Walch

### Trama
È arrivata la prima volta anche per Bradin. Sentendo la mancanza di Sara Bradin la cerca di nuovo
Dopo c'è una serie di equivoci e gelosie, ma alla fine tutto ciò li riporterà l'uno dall'altro.
Intanto Niky litiga di nuovo con Cameron per Amber, fino a quando non decide di cambiare strategia cercando di diventare amica di Amber.
Ava sarà alle prese con una vecchia foto, scattata da Jonny, che hanno trovato gli amici di Derrick. Vedendo quella foto la madre di quei bambini creerà qualche problema ad Ava ma alla fine tutto si risolverà.

## Chiarimenti
- Titolo originale: Secrets
- Diretto da: Harry Winer
- Scritto da: Jon Cowan 3 Robert L. Rovner

## La mamma di Erika
- Titolo originale: Skipping School
- Diretto da: Steve Miner
- Scritto da: Graham Yost

### Trama
Brady chiede aiuto a una sua amica per andare a casa di Sara perché lei voleva scappare con lui per andare da una zia, e quando arriva a Casa di Sara inizia parlare con i suoi genitori e gli racconta tutto e così capisce che Sara gli ha detto solo bugie

## La sfilata
- Titolo originale: Kicking and Screaming
- Diretto da: Peter O'Fallon
- Scritto da: Denitria Harris-Lawrence

## Sensi di colpa
- Titolo originale: Life in a Fishbowl
- Diretto da: Jeff Bleckner
- Scritto da: Stephen Tolkin

### Trama
Susannah e Ava sono candidate per una sfilata. Susannah però le viene proposto un posto di lavoro per una stylist francese, lei accetta e Ava è arrabbiata con lei. Intanto a Erika hanno tolto la casa, e quindi va a vivere da Jay.

## Dichiarazione d'amore
- Titolo originale: Yummy Mummy
- Diretto da: Harry Winer
- Scritto da: Katie Botel

## Tra due fuochi
- Titolo originale: On the Last Night of Summer
- Diretto da: Robert Duncan McNeill
- Scritto da: Stephen Tolkin